# دون هاريسون
دون هاريسون (بالإنجليزية: Don Harrison)‏ هو صحفي أمريكي، ولد في 8 أغسطس 1937، وتوفي في 2 مايو 1998 بسبب سرطان الكلية.